# Понтес, Эдивал
Эдивал Маркес Понтес Квирино (порт. Edival Marques Quirino Pontes; род. 11 октября 1997, Жуан-Песоа) — бразильский тхэквондист, член сборной Бразилии. Бронзовый призёр летних Олимпийских игр 2024 года, серебряный призёр чемпионата мира 2022 года, двукратный чемпион Панамериканских игр 2019 и 2023 годов, двукратный чемпион Панамерики. Участник летних Олимпийских игр 2020 и 2024 годов.

## Карьера
Эдивал Понтес родился 11 октября 1997 года в Жуан-Песоа, в Бразилии. Отец Эдиваля, футболист-любитель, отдал сына в футбольную школу, когда ему было пять лет. Два года спустя Эдиваль открыл для себя тхэквондо, влюбился в южнокорейскую борьбу и сменил вид спорта. В 12 лет Понтес уже начал выигрывать чемпионаты Бразилии.
В 2014 году стал победителем летних Юношеских Олимпийских игр, которые состоялись в Нанкине.
В 2016 году на чемпионате Панамерики стал серебряным призёром. В 2018 году в Спокане на чемпионате Панамерики в весовой категории до 68 кг стал чемпионом.
В 2019 году выступил на Панамериканских играх в Лиме, в весовой категории до 68 кг стал чемпионом. В финале победил соперника из Доминиканской республики Бернарда Пи.
В 2021 году выступил на летних Олимпийских играх в Токио. Уступил в первом же поединке турецкому спортсмену Хакану Речберу.
На Панамериканском чемпионате 2022 года в Пунта Кана стал двукратным чемпионом континента. На чемпионате мира в Гвадалахаре завоевал серебряную медаль, в финале уступив чемпионство спортсмену из Испании Даниэлю Куэсаде.
На летних Олимпийских играх в 2024 году в Париже, в категории до 68 кг завоевал бронзовую медаль. В схватке за третье место одолел испанца Хавьера Переса.